# 蓋恩斯鎮區 (密歇根州傑納西縣)
蓋恩斯鎮區（英語：Gaines Township）是位於美國密歇根州傑納西縣的一個行政鎮區。

## 地方資料
蓋恩斯鎮區的面積為91.40平方千米，當中陸地面積為91.20平方千米，而水域面積為0.20平方千米。根據2020年美國人口普查的數據，當地共有人口6664人，而人口密度為每平方千米72.91人。